# Country Garden
Country Garden (chinesisch 碧桂園 / 碧桂园, Pinyin Bìguìyuán) ist eine chinesische Immobilienentwicklungsgesellschaft mit Sitz in Foshan in der Provinz Guangdong. Sie befindet sich im Besitz der Familie von Yang Guoqiang. Im Jahr 2018 belegte es in der Fortune-Global-500-Liste der weltgrößten Unternehmen Platz 353. Bis heute hat das Unternehmen Immobilien an über 1.500.000 Hausbesitzer verkauft und beschäftigt weltweit über 124.000 Mitarbeiter. Hauptmarkt des Unternehmens ist die Volksrepublik China, das Unternehmen ist zudem auch in Australien und Malaysia aktiv.

## Geschichte
Country Garden wurde im Jahr 1992 in Shunde (Guangdong) gegründet. Der Gründer Yang Guoqiang baute das Unternehmen von Grund auf auf, nachdem er zuvor als Landwirt und als Bauarbeiter auf Baustellen gearbeitet hatte. Das Unternehmen profitierte bei seiner Expansion stark vom Bau- und Wirtschaftsboom in den chinesischen Großstädten. Seit dem 20. April 2007 ist das Unternehmen an der Börse von Hongkong notiert. Fünf seiner Aktionäre wurden mit dem Börsengang zu Milliardären. Im Jahr 2005 übertrug der Gründer und Hauptaktionär Yang Guoqiang seine Anteile an Country Garden an seine Tochter Yang Huiyan. Mit einem Vermögen von 20,8 Milliarden US-Dollar im Februar 2019 war sie die reichste Frau in China.
Das Unternehmen ist inzwischen in den Bereichen Immobilienentwicklung, Bau, Einrichtung und Dekoration, Immobilienverwaltung und Hotelbetrieb in einer Vielzahl an Standorten weltweit beteiligt. Im Jahr 2014 war Country Garden nach Umsatzerlösen das 6. größte Immobilienunternehmen in China.
Der Immobilienentwickler Country Garden stieg 2017 in den australischen Markt ein und erwarb ein 383 Hektar großes Bauland im Vorort westlich von Melbourne für 400 Millionen AU-Dollar. Der bis dahin 330 Hektar unbebaute Teil des Areals wurde 2023 für 250 Millionen AU-Dollar an Frasers Property weiterverkauft.
Im Juni 2018 stoppte Country Garden vorübergehend alle Projekte in China für Sicherheitsinspektionen nach einem Unfall auf seiner Baustelle in der östlichen Provinz Anhui, bei dem sechs Menschen getötet wurden.
Im Rahmen einer Krise des Immobilienmarkts in der Volksrepublik China kam auch Country Garden in finanzielle Schwierigkeiten und machte hohe Verluste. Im August 2023 wurde der Handel mit Anleihen des Unternehmens ausgesetzt, nachdem das Unternehmen Kreditgeber nicht rechtzeitig hatte bezahlen können. Am 31. August 2023 gab das Unternehmen bekannt, im ersten Halbjahr 2023 einen Verlust von umgerechnet 6,5 Milliarden Euro erwirtschaftet zu haben. Es warnte gleichzeitig vor einem möglichen Zahlungsausfall. Ende Februar 2024 teilte die Country Garden Holdings mit, dass gegen sie durch die Ever Credit Limited, einer Tochter der Laminat-Herstellers Kingboard Holdings, ein Liquidationsantrag wegen Nichtzahlung eines Kredits in Höhe von 205 Millionen US-Dollar gestellt wurde. Daraufhin fiel die Aktie um 12 %.